# Турмберг
Ту́рмберг (нем. Turmberg) — гора в Германии (высота над уровнем моря — 256 м), на территории земли Баден-Вюртемберг, в бывшей столице Бадена, городе Дурлахе, который сегодня является одним из городских районов города Карлсруэ. Гора — популярна для турпоходов и при ясной погоде — удобный наблюдательный пункт с видом на долину Рейна, Пфальцский лес и Эльзас. На гору ведёт фуникулёр, построенный в 1888 году.

## География
Самая северная гора Шварцвальда. Горы, которые расположены севернее, принадлежат уже к Крайхгау. К югу от Турмберга находится возвышение Шварцвальда, гора Гуггеленс, Лерхенберг и Гайгерберг. Все эти холмы являются излюбленными местами отдыха в долине Рейна, и также являются частью Дурлаха, аристократического района Карлсруэ, охраняющегося в соответствии со своим древним историческим статусом.

## Руины замка

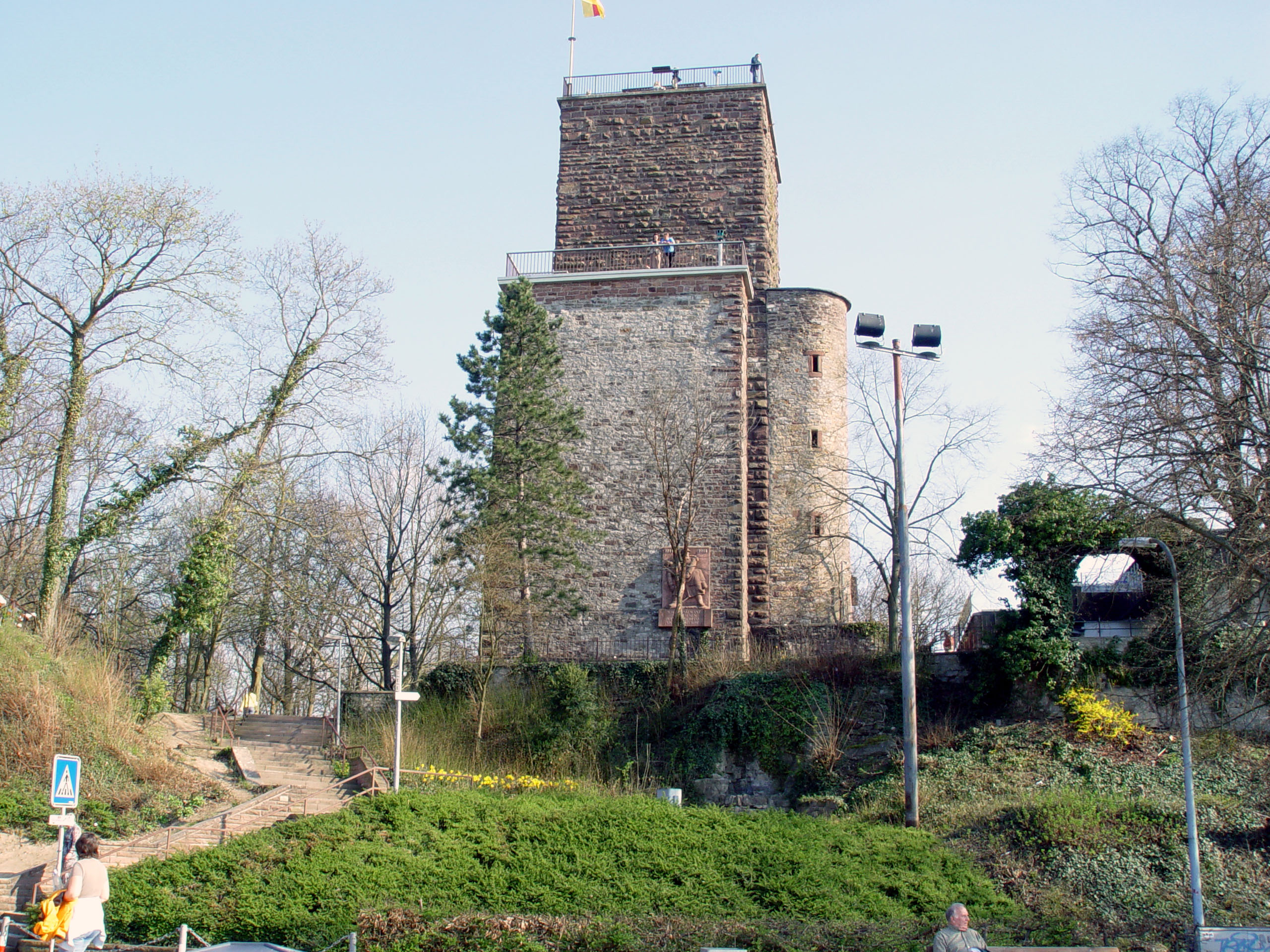
Башня и руины замка Хохенберг

На вершине горы находятся развалины Дурлахского замка, ранее называемого Хохенберг и принадлежащего династии графов Хохенбергов. От замка сохранилась только башня, служащая сегодня в качестве наблюдательной площадки. Рядом с башней построен ресторан в средневековом стиле.

## Фуникулёр

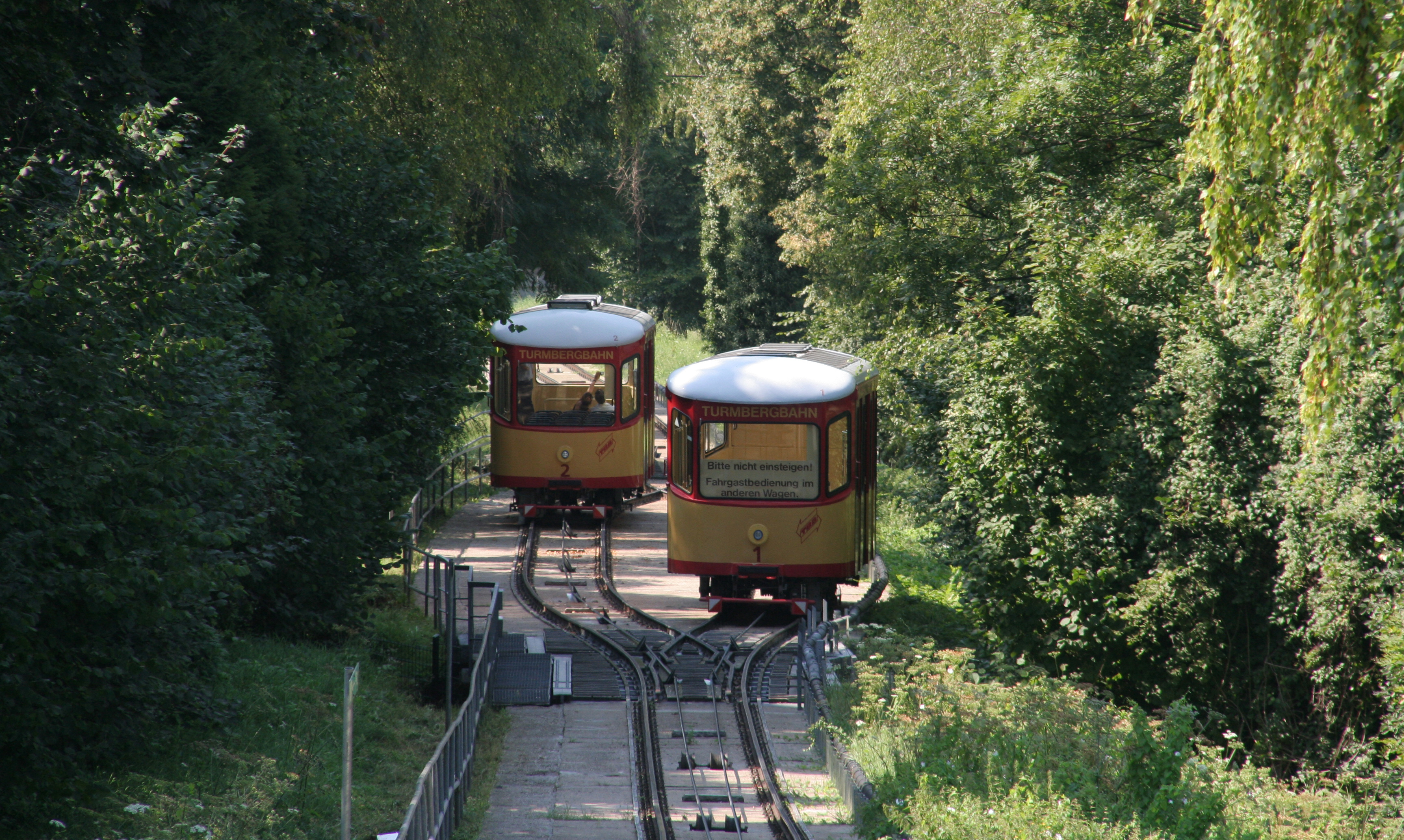
Турмбергский фуникулёр

Турмбергский фуникулёр — старейшая из постоянно действующих канатных подвесных дорог Германии. В начале Второй мировой войны функционирование было кратковременно прервано, но вскоре возобновилось. В результате боевых действий в 1945 году фуникулёр был сильно повреждён и был отремонтирован только к весне 1946 года. На сегодняшний день ни транспортные средства, ни инфраструктура фуникулёра не являются теми, какими они были в начале эксплуатации и множество раз подвергались реконструкции.

## Спортивная школа Шёнек
в 1953 году на горе Турмберг была построена спортивная школа Шёнек, принадлежащая Баденскому футбольному клубу, на базе которой в частности, в 1954 году под руководством тренера Зеппа Хербергера проводилась подготовка национальной сборной по футболу к мировому турниру 1954 года.